# 가토 마미
가토 마미(加藤 雅美, 1987년 9월 7일 - )는 일본의 여성 아이돌 그룹 SDN48의 전 멤버이다. 도쿄도 출신. 센스업 소속. 1기생 이마요시 메구미.우메다 하루카.카이다 쥬리/2기생 KONAN.이토 마나.호소다 미유우와 유닛 「7 cm(현 TRYOUT ex.7 cm)」결성. 모닝구무스메전리더다카하시 아이의친구

## 참가 유닛곡
싱글 CD 참가곡
1. GAGAGA
2. 고독의 러너(孤独なランナー)
3. 사랑, 주세요(愛、チュセヨ)
4. 조르는 샴페인(おねだりシャンパン) - 언더걸즈 A 명의
5. Everyday, 카츄샤 (SDN48 ver.)(Everyday、カチューシャ (SDN48 ver.))
6. 카샤사로 자백한다(カシャーサで自白する) - 언더걸즈 B 명의
7. 억지 콩그레츄레이션(負け惜しみコングラチュレーション)
8. 끝나지 않는 앵콜(終わらないアンコール)

앨범 CD 참가곡
1. 1캘런의 땀(1ガロンの汗)

SDN48 1st Stage 「유혹의 카터(誘惑のガーター)」공연
1. Saturday night party
2. 유혹의 카터(誘惑のガーター)
3. 말괄량이 레이디(じゃじゃ馬レディー)※
※ 오호리 메구미의 유닛 언더